# James W. Nesmith

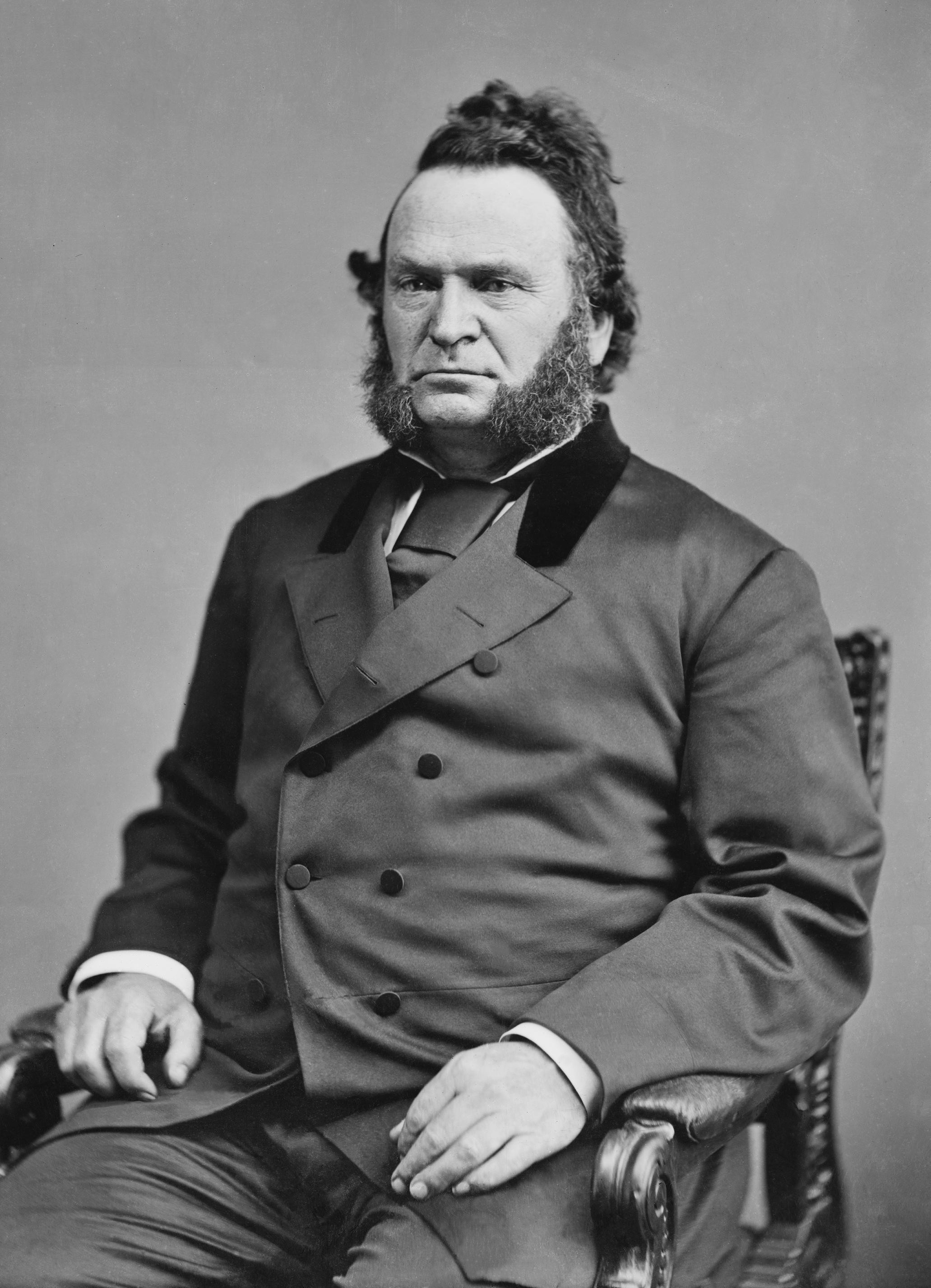
James W. Nesmith

James Willis Nesmith (* 23. Juli 1820 in New Brunswick, Kanada; † 17. Juni 1885 in Rickreall, Oregon) war ein amerikanischer Politiker der Demokratischen Partei. Nesmith war sowohl Senator als auch Mitglied des Repräsentantenhauses für den Bundesstaat Oregon.

## Frühe Jahre
James Nesmith wurde 1820 in Kanada geboren, auf einem Ausflug seiner Eltern aus Maine. Schottischer und irischer Abstammung, waren seine Eltern William Morrison Nesmith und Harriet Miller. 1828 zog er zusammen mit seinem Vater nach Claremont in New Hampshire, wo er eine grundlegende Schulbildung erfuhr. James Nesmith zog 1838 erst nach Ohio und dann 1842 weiter nach Iowa, von wo aus er ins Oregon Country auswandern wollte. Er plante ursprünglich über den Oregon Trail zusammen mit Elijah White zu begehen, wofür er jedoch zu spät war – er zog schließlich zusammen mit Marcus Whitman im darauffolgenden Frühling los, nachdem er zuvor als Hausmeister in Fort Scott (Kansas) gearbeitet hatte.

## Oregon

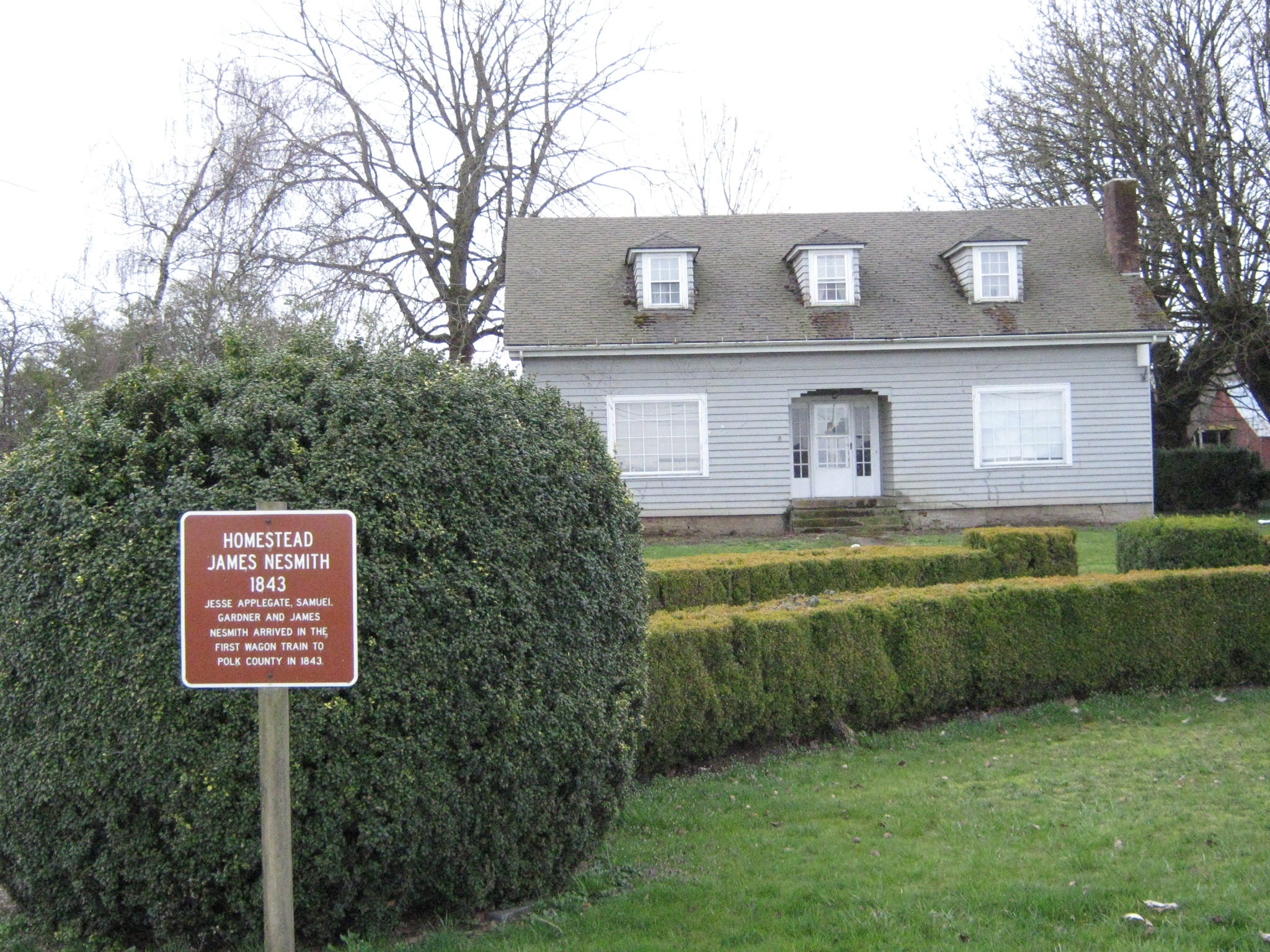
Das James-Nesmith-Haus in der Nähe von Rickreall

Nesmith erreichte Oregon 1843, wo er Rechtswissenschaft studierte. Er arbeitete anschließend zuerst als Anwalt, bevor er 1844 zum Obersten Richter der provisorischen Regierung ernannt wurde. Seine Amtszeit endete 1845, woraufhin er in das Polk County zog. Dort übernahm er ein Stück Land, fing an, Landwirtschaft zu betreiben und heiratete am 21. Juni Pauline Goff, mit welcher er sieben Kinder haben sollte. 1847 wurde er für Polk County ins provisorische Parlament Oregons gewählt, 1848 trat er zurück.
Im Cayuse-Krieg diente er als Hauptmann von 1847 bis 1848. Nachdem Berichte vom Kalifornischen Goldrausch das Willamette Valley erreicht hatten, reiste Nesmith nach Süden zu den Goldfeldern, wo er bis 1849 blieb. Nach seiner Rückkehr ins Polk County erwarb er eine Getreidemühle in Rickreall Creek, nahe dem Verwaltungssitz Dallas. Dort war er bei landwirtschaftlichen Themen in der heutigen Geisterstadt Ellendale aktiv, welche zeitweise nach ihm benannt war.
Sowohl im Rogue-River-Krieg 1853 als auch im Yakima-Krieg 1855 diente er erneut als Hauptmann in den Staatsmilizen. Zwischen den Kriegen fungierte er als US-Marshal des Oregon-Territoriums, wobei er Joseph Meek nachfolgte.
Von 1857 bis 1859 war er Superintendent of Indian Affairs im Oregon- und Washington-Territorium. Er verfolgte eine aggressive Politik gegen die Indianer an Oregons Südküste, so meinte er zum Direktor des Bureau of Indian Affairs, George Manypenny, dass die Ausrottung des Indianerstammes der Chetco in seinem Büro „kein Bedauern auslösen würde“.

## Kongress
Am 14. Februar 1859 wurde Oregon als 33. Staat in die Union aufgenommen. 1860 wurde Nesmith vom Staatsparlament zum Senator gewählt. Seine Amtszeit begann am 4. März 1861 und endete genau sechs Jahre später, am 4. März 1867, wonach er ohne Erfolg zur Wiederwahl antrat. Er war neben Reverdy Johnson einer von nur zwei demokratischen Senatoren, welcher für den 13. Zusatzartikel zur Verfassung stimmte und damit für die Abschaffung der Sklaverei. Nachdem er aus dem Senat ausgeschieden war, wurde er als Botschafter in Österreich-Ungarn vorgeschlagen, aber schließlich doch nicht berufen.
Nach der Rückkehr nach Rickreall arbeitete er 1868 als road supervisor in Polk County. Nesmith folgte dem verstorbenen Joseph G. Wilson durch eine Nachwahl in den 43. Kongress nach und blieb Mitglied des Kongresses vom 1. Dezember 1873 bis zum 4. März 1875. Anschließend kehrte er zurück nach Polk County, um dort als Farmer zu arbeiten.

## Späte Jahre und Familie
James Willis Nesmith starb 1885 im Alter von 64 Jahren in Rickreall und wurde dort auch begraben.
Nesmiths Enkel Clifton N. McArthur war ebenfalls Abgeordneter im Repräsentantenhaus für Oregon. Sein Schwiegersohn Levi Ankeny war Senator für Washington.